# 川名凜
川名 凜（かわな りん、2003年12月6日 - ）は、日本の歌手、アイドル。女性アイドルグループアンジュルムの9期メンバー。
千葉県出身。アップフロントプロモーション所属。
2025年より「千葉県習志野市PR大使」を務める。

## 略歴
2020年
- 「アンジュルムONLY ONEオーディション〜私を創るのは私〜」に合格し、11月2日、アンジュルムオフィシャルYouTubeチャンネルにて、為永幸音・松本わかなとともにアンジュルムへの加入が発表された。

2021年
- 6月23日、シングル『はっきりしようぜ/泳げないMermaid/愛されルート A or B?』でアンジュルムとしてメジャーデビュー。

2024年
- 4月19日、Instagramを開始。
- 4月24日、左足の靭帯損傷と診断されたことを報告、しばらくの間コンサートおよびイベントでは「歌唱のみの参加」となることを発表。

2025年
- 4月24日「千葉県習志野市PR大使」に就任。
- 7月28日、右第5中足骨骨挫傷と診断され、しばらくの間コンサートおよびイベントでは「歌唱のみの参加」となることを発表。

## 人物
- ニックネームは、なりんちゃん[1]、ケロンヌ[2]。メンバーカラーはグリーン[6]。
- 血液型B型[3]。
- 姉2人[15]と弟[16]の4人姉弟である。
- 趣味は音楽を聴くこと、踊ること、ハンコ作り[4]。
- 好きな音楽ジャンルはクラシック、ロック、洋楽[3]。
- 好きなスポーツはサッカーなどの球技全般[3]。
- 座右の銘は「迅速果断」[3]。
- 憧れの先輩は安倍なつみ（元モーニング娘。）、菅谷梨沙子（元Berryz工房）[17]。
- 大のカエル好きである[18]。そのため、ニックネームが｢ケロンヌ｣であったり、川名のバースデーイベントでは青柳総本家が製造している、｢カエルまんじゅう｣[19]が配布されるなどしている[20][21]。
- 中学・高校では吹奏楽・管弦楽をしており、トロンボーンとヴァイオリンを演奏することが出来る[22]。また、2021年8月16日にテレ朝チャンネル1で放送された『Hello! Project presents「ソロフェス!2」』のパフォーマンスでは、「家にあったから」という理由で、それまで未経験だったトランペットの演奏を取り入れており、こちらも演奏することができる[23]。
- 将棋の棋力は、「アマ9級」で、日本将棋連盟より認定されている(2022年)。

## 出演

### テレビ
- 高円宮杯 JFA U-18 サッカープレミアリーグ2021 総集編 高校年代最高峰の頂を目指して（2022年1月27日、J SPORTS） - ナレーション[24]
- ふるさとの未来（2023年7月24日〈23日深夜〉 - 、TBSテレビ） ※ 宮崎由加（元Juice=Juice）の代任MC

### YouTube
- 最強ジャンプ「気になるあの子はカエル好き」ボイスコミック 1話・2話・3話・8話（2024年4月2日公開（1話） - 12月4日公開（8話））

### ライブ
- 小片リサ「bon voyage!」 in COTTON CLUB 追加公演・アンコール公演（2022年5月17日・18日・8月19日、COTTON CLUB、計4公演） - 為永幸音とともにSupport Dancerとして出演[25][26]
- 太陽とシスコムーン 25周年スペシャルツアー! 〜令和でLa Ta Ta〜（2024年5月19日、大阪・umeda TRAD / 6月9日、東京・新宿ReNY / 各日昼夜2公演、計4公演） - ゲスト出演[27]

### イベント
- SHIBUYA109イマダキッチン内の青柳総本家 1日店長イベント（2023年7月27日、SHIBUYA109渋谷店 B2Fイマダキッチン「青柳総本家」）[28]

### 舞台
- STAGE VANGUARD「悪嬢転生」（2022年8月6日、COTTON CLUB） - ゲスト出演[29]

### 書籍
- ビバリウムガイド No.99 2022年冬号（2022年11月2日、エムピージェー） - 表紙・特集[30]
- MAMOR 2024年5月号（2024年3月7日、扶桑社）- 表紙・巻頭グラビア[31]

## 参加ユニット
- アンジュルム（2020年 - ）